# Ixtlilton

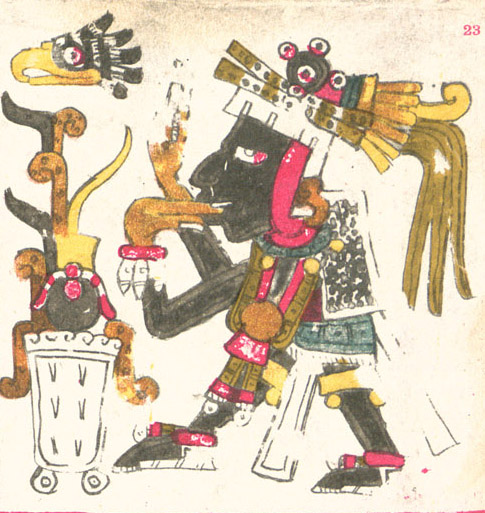
Ixtlilton descrito en el Códice Borgia.

Ixtlilton (del náhuatl: ixtlilton ‘rostro negrillo’‘ixtli, rostro; tliltic, negro; tontli, diminutivo.’) en la mitología mexica es el dios de la medicina, de las danzas, de los festivales y de los juegos, y se le encuentra estrechamente asociado con los Centzontotochtin. Tlaltetecuin o Ixtlilton, es el señor del agua negra tlílatl, que tenía propiedades curativas y servía como tinta en la confección de los códices. Su templo era conocido como el Tlacuilocan, "lugar del escribano". Sahagún cuenta que este Negrito era el patrono de músicos y danzantes profesionales. Cuando alguien quería hacer una fiesta, recurría a los sacerdotes de Ixtlilton, los llevaba a su casa. Los músicos y danzantes iban encabezados por uno que vestía los atavíos del dios. 
Al llegar a la casa del que festejaba, lo primero que hacían era comer y beber; "después de lo cual comenzaban la danza y cantar" en honor a quien festejaban. Los músicos tocaban el atambor y el teponaztli. El sacerdote que personificaba a Ixtlilton encabezaba el baile. La gente lo seguía. Se juntaban "de dos en dos, o de tres en tres, en un gran corro, según la cantidad de los que eran, llevando flores en las manos, y ataviados con plumajes". Después de bailar "gran rato", traían una o dos "tinajas" de pulque. Bebían. Luego, el señor de la casa efectuaba una especie de pago; ofrecía cuatro tinajas de agua negra al sacerdote dios Ixtlilton. Pero si al abrirlos se descubría alguna suciedad, como una pajuela, un cabello o un carbón, "decían que el que hacía la fiesta era hombre de mala vida, adúltero o ladrón, o dado al vicio carnal"; un "sembrador de discordias". Esta sensibilidad sin duda vinculaba a Ixtlilton con los dioses de lo sexual.

Una crónica relata que... le hacían un oratorio de tablas pintadas, como tabernáculo, donde estaba su imagen. En este oratorio o templo había muchos lebrillos y tinajas de agua, y todas estaban tapadas con tablas o comales; llamaban a esta agua tlílatl, o que quiere decir agua negra. Cuando algún niño se enfermaba, le llevaban al templo o tabernáculo de este dios Ixtlilton, y abrían una de aquellas tinajas y daban de beber al niño de aquella agua y con ella sanaba; y cuando alguno quería hacer la fiesta de este dios, por su devoción llevaba a su imagen a casa. Su imagen no era una pintura sino uno de los sátrapas que vestía de ornamento este dios...